# Bhajszadźja

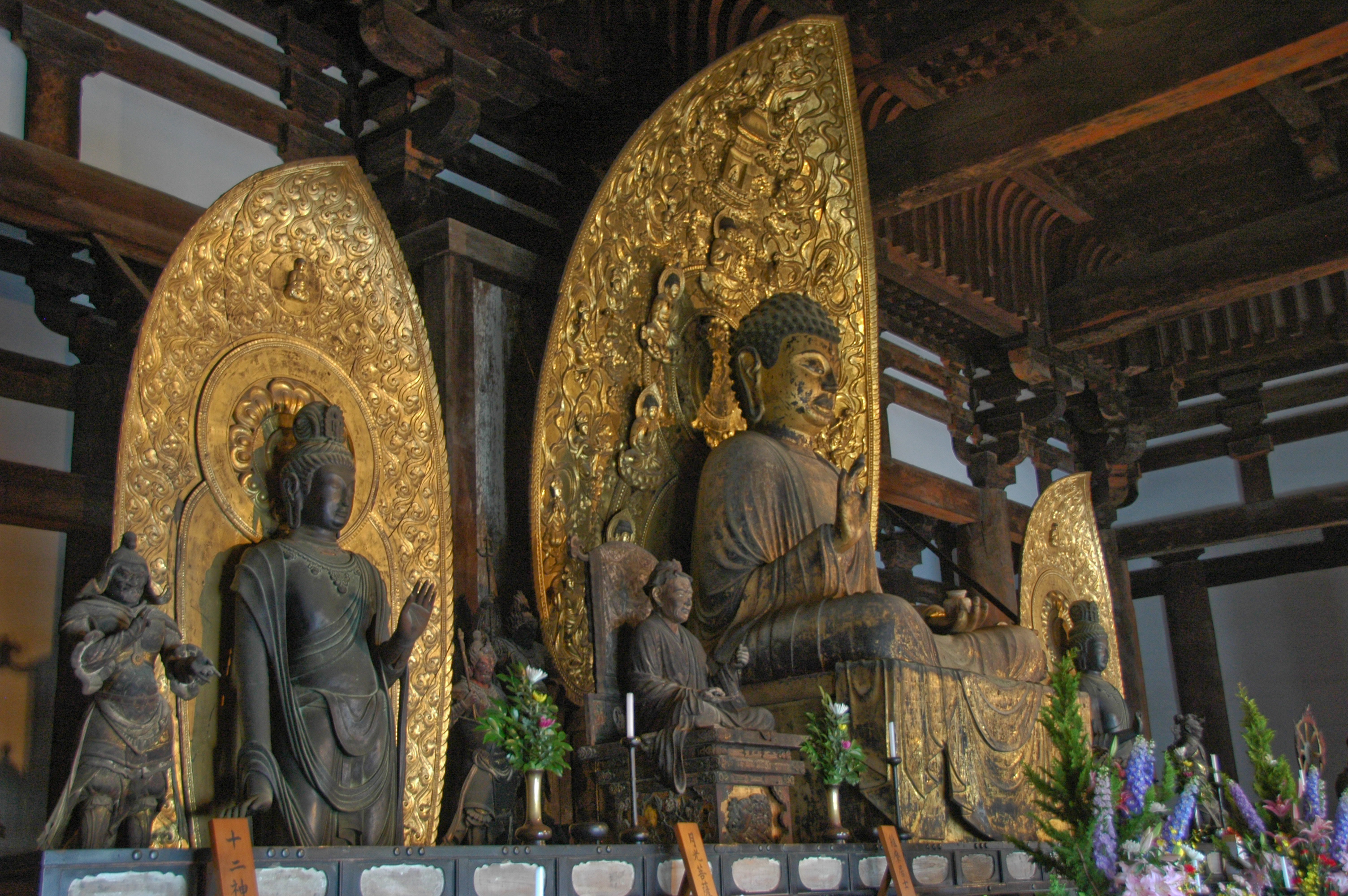
Yakushi Nyorai w Kōfuku-ji w Narze

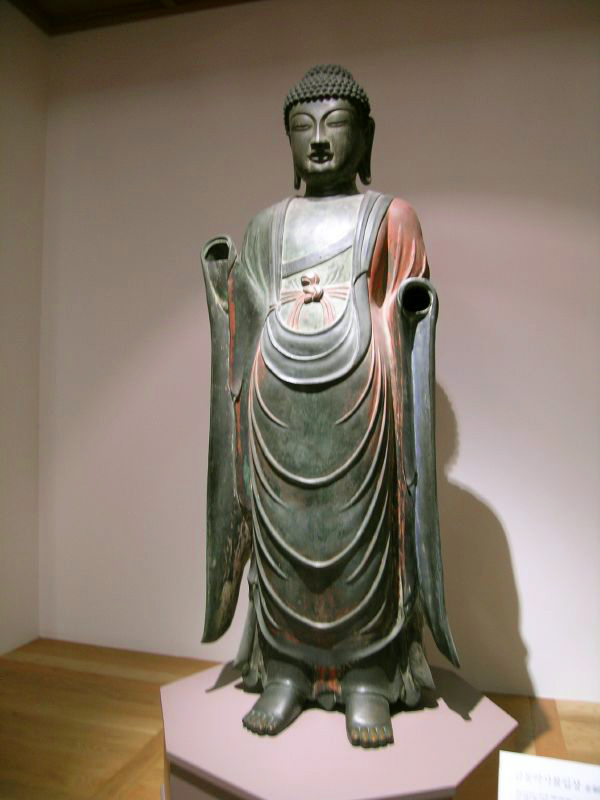
Yaksa Yorae (약사여래) – pozłacany brąz z klasztoru Paengnyul. Skarb Narodowy nr 28

Bhajszadźja (skt. भैषज्यगुरु Bhaiṣajyaguru; tyb. སངས་རྒྱས། སྨན་བླ།, Wylie sangs rgyas sman bla, czyt. Sandzie Menlha; chiń. 藥師 Yàoshī; kor. 약사여래 Yaksa Yorae; jap. 薬師如来 Yakushi Nyorai; ang. potocznie Medicine Buddha) – leczniczy, uzdrawiający aspekt buddy. Najwcześniejsze wzmianki znajdujemy w Sutrze Buddy Medycyny Bhaiṣajyaguruvaidūryaprabharāja Sūtra (भैषज्यगुरुवैडूर्यप्रभाराज सूत्र) (Sutra Zasług Podstawowych Ślubowań Mistrza Uzdrawiania, Tathaghaty Promieniującego Lapis Lazuli)

## Dwanaście ślubowań
Zgodnie z Sutrą Buddy Medycyny, Budda Medycyny wkraczając na ścieżkę bodhisattwy, przyjął dwanaście ślubowań:
1. iluminować niezliczone krainy, umożliwiając wszystkim istotom stanie się buddami medycyny;
2. posiadać ciało w kolorze lapis lazuli;
3. zaspokajać potrzeby wszystkich istot, tak aby żadnej nie brakowało tego, co niezbędne do życia;
4. prostować heretyckie poglądy i inspirować czujące istoty do wkraczania na ścieżkę bodhisattwy;
5. pomagać czującym istotom w przestrzeganiu wskazań, nawet jeśli uprzednio je złamały;
6. leczyć istoty urodzone z deformacjami i niepełnosprawnością;
7. przynosić ulgę ubogim i chorym;
8. kobietom, które tego pragną, pomóc odrodzić się w ciele mężczyzny;
9. pomagać cierpiącym z powodu urojeń i chorób umysłowych;
10. przynosić ulgę więźniom i skazańcom;
11. zaspokajać głód i pragnienie czujących istot;
12. pomagać ubogim, którym brakuje ubrań, cierpiącym z powodu much, komarów, upału bądź zimna.

## Ikonografia
Występuje w szkołach buddyzmu tybetańskiego i przedstawia się go jako ciemnoniebieską postać (w odcieniu lapis lazuli), która w lewej ręce trzyma miseczkę z lapis lazuli zawierającą nektar długiego życia, w prawej zaś w geście szczodrości kwiat arura (łac. nazwa: Emblica officinalis). Postać popularna od VII w. również w buddyzmie japońskim.
Jest to również centralna postać w tradycyjnej medycynie tybetańskiej, gdzie praktyki duchowe uznawane są za jedną z terapii.